# XX Cumbre del Grupo de Río

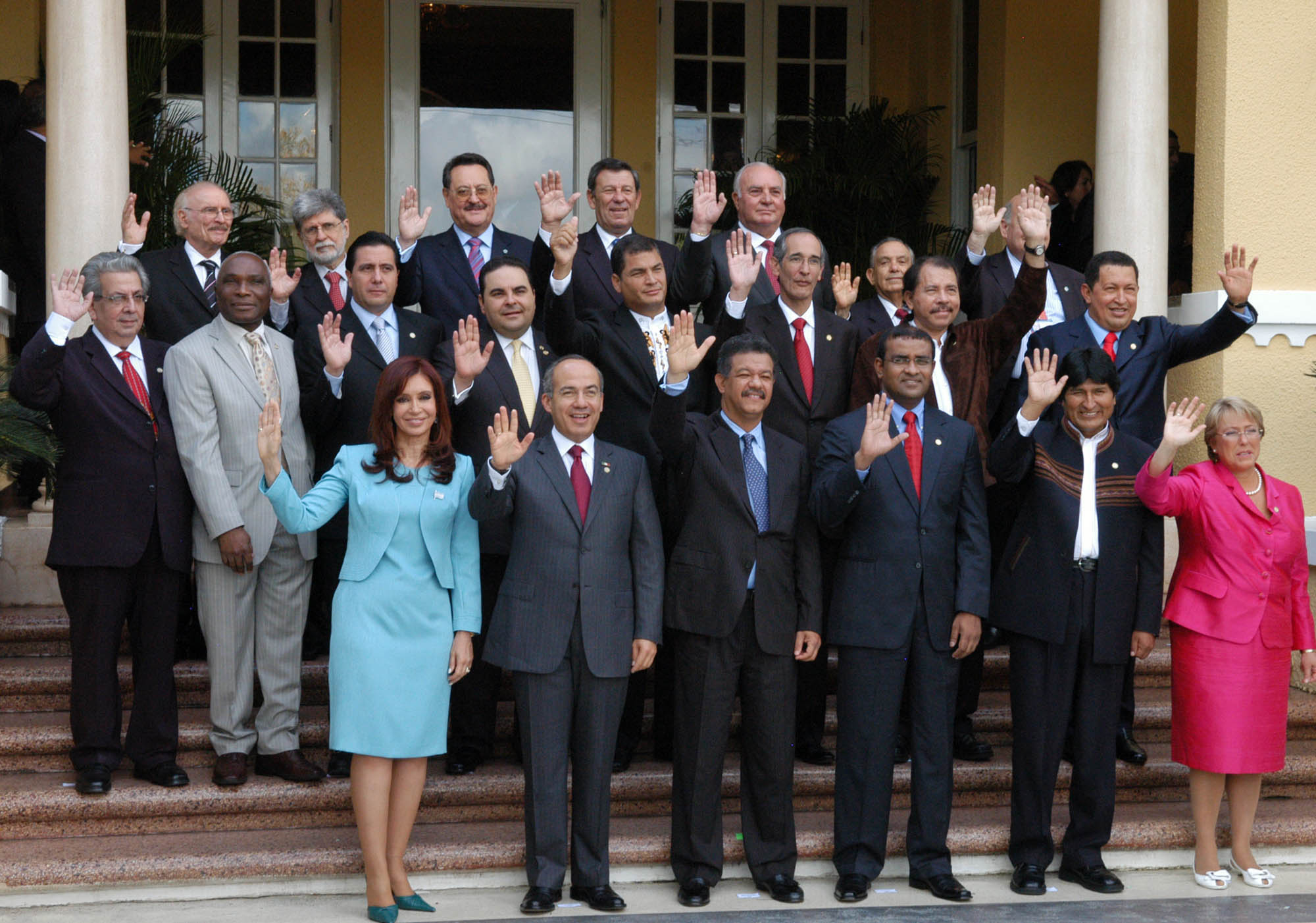
Foto de los mandatarios que participan de la vigésima reunión de Jefes de Estado y Gobierno del Grupo de Río.

En su XX Reunión Cumbre, celebrada el 7 de marzo de 2008 en Santo Domingo, República Dominicana, el Grupo de Río puso a prueba su efectividad para mediar en conflictos regionales, al servir de espacio para debatir sobre la crisis diplomática que enfrentó a Ecuador y Venezuela con Colombia, y que dio lugar a un áspero intercambio de acusaciones. 
Si bien el tema central sería la energía, se impuso la situación que enfrentó a Ecuador con Colombia, cuando este último incursionó en territorio ecuatoriano la madrugada del sábado 1 de marzo de 2008, en un operativo militar que terminó con la vida del jefe guerrillero Raúl Reyes. 
La crisis se agravó cuando Venezuela y Nicaragua dieron total respaldo a Ecuador y rompieron relaciones diplomáticas con Colombia. Venezuela y Ecuador anunciaron que desplegaban tropas hacia sus fronteras con Colombia.

## Desarrollo
El debate durante la reunión lo comenzó el Presidente Ecuatoriano Rafael Correa. Su intervención se centró en explicar y argumentar la violación de la soberanía y el territorio de Ecuador por parte de fuerzas militares colombianas. Mostrando el mapa de la zona en que ocurrió el hecho, Correa dejó claro ante el auditorio que las explicaciones del gobierno colombiano constituían una gran mentira, ya que afirmó que fuerzas aéreas y terrestres de Colombia incursionaron varios kilómetros dentro del territorio de Ecuador. El presidente colombiano Álvaro Uribe Vélez, presentó argumentos técnicos confirmando que a pesar que ingresaron fuerzas terrestres y helicópteros, el bombardeo se realizó desde Colombia.
Después habló Uribe. Expuso la situación de Colombia por los ataques de las FARC, mostró el prontuario de Raúl Reyes y mostró documentos obtenidos del computador portátil de Reyes en el operativo que comprometía a Correa y su gobierno con las FARC, afirmó que desde el 2004 las FARC habían realizado 40 ataques a Colombia desde Ecuador, y dio disculpas por la intervención de la soberanía en Ecuador pero abogó la defensa a la soberanía de seguridad los colombianos y al necesidad de protegerla de "tenebrosos" terroristas, también enumeró operativos fallidos contra Reyes cuando se informó de estos a Ecuador.
El tema Ecuador-FARC continuó. De hecho, durante un lapso bastante prolongado el presidente colombiano centralizó su discurso en el supuesto pacto del gobierno ecuatoriano con la guerrilla liderada por Manuel Marulanda. Dijo que traía consigo documentos que probaban que las FARC habían financiado la campaña presidencial de Correa: 
"Tengo aquí los papeles, si quiere se los doy para que los analice. Tal vez me pasaron mal la información, o usted nunca se enteró", le dijo.
Pareció una ironía, y así lo tomó el mandatario de Ecuador, que trató de "infamia" y de "trampa" aquello que le estaba proponiendo Uribe. En la despedida, en cambio, Correa retomó el tema y se dio otro intercambio, algo más amable, con interrupciones incluidas, pero sin tanto nervio tensado. 
"-Le tomo el ofrecimiento. Se lo voy a dar a la oposición para que lo investigue." -adelantó Correa.
"-No, no, presidente, es para que lo tenga usted -interrumpió Uribe."
"-No, yo se lo voy a dar a la oposición para que no queden dudas." -insistió Correa.
Durante la exposición de Uribe, Correa sonriente al principio se levantó de la sesión, después se dijo que al baño, por lo que Uribe detuvo su intervención hasta que este regresara.
"No sigo hasta que no vuelva Correa. Estuve una semana recibiendo insultos sin contestarle y ahora le quiero decir las cosas en la cara", explicó.
Lo invitaron a seguir igual. "Hable de otro tema hasta que vuelva", sugirió el anfitrión, Leonel Fernández. Que no. 
Apareció la canciller ecuatoriana, María Isabel Salvador: "El presidente Correa se fue al baño. Ya viene". Uribe: "Bueno, entonces esperemos". Y hubo que esperar, con mucho cotilleo en la sala y nervios a punto de estallar. 

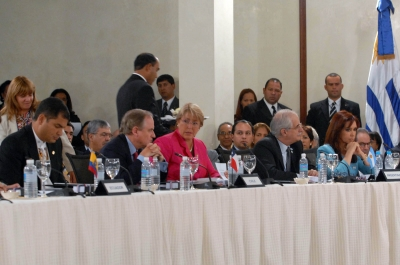
De izquierda a derecha: Rafael Correa, Michelle Bachelet y Cristina Fernández

Los demás presidentes advirtieron que la situación se había desvirtuado y pretendieron interceder. Lo hizo primero el mexicano Felipe Calderón y más tarde las presidentas Cristina Kirchner y Michelle Bachelet. Pidieron ceñirse a datos precisos, sin adjetivaciones. 
Pero no hubo caso. Correa ironizó con un posible bombardeo de Uribe a la República Dominicana y el intercambio se largó otra vez. 
"No venga con el cinismo de los nostálgicos del comunismo", interrumpió Uribe, generando rechazo de varios de los mandatarios presentes en la reunión. 
En su intervención, el presidente de Venezuela, Hugo Chávez dio el punto de inflexión cambiando el tono de la reunión. Evitó los adjetivos, utilizó un lenguaje respetuoso y mostró un inesperado tono conciliador tomando la palabra y la reflexión de la presidenta de Argentina, Cristina Fernández de Kirchner. Señalando que no reconocía a las FARC como "organización terrorista" sino como "grupo insurgente", pidió dejar atrás el impase presentado, evitar consecuencias peores y seguir trabajando conjuntamente por el canje humanitario, además solicitó la presencia de la Senadora Piedad Córdoba y Yolanda Pulecio, madre de Íngrid Betancourt. La intervención de Chávez fue recibida por los aplausos de gran parte de los asistentes. 
Varias horas después, el jefe de Estado colombiano pidió disculpas por la violación de la soberanía ecuatoriana y Correa dio por terminado el conflicto. 
Correa "Con el compromiso de no agredir nunca más a un país hermano, el pedido de perdón, podemos dar por superado este incidente."
Uribe "Acepto lo que usted dice. No soy un hombre de odios personales  ."
Finalmente, medió el presidente de República Dominicana y presidente de la reunión, Leonel Fernández, y pidió a nombre de los demás países que la reunión finalizara con un apretón de manos y un abrazo entre los presidentes de Colombia y Ecuador.
Se levantó todo el auditorio, llovieron los aplausos, casi la ovación, y Uribe recorrió todo el recinto hasta darles la mano a Correa, primero, y a Chávez después. Con el mismo rostro duro y serio, los tres se saludaron. Sin abrazos. Con una muestra de cordialidad institucional que parecieron perder hasta quince minutos antes.
Asimismo quedó saldado el impasse entre Colombia y Nicaragua después que los presidentes de ambos países acordaron buscar una solución conciliada al tema de la supuesta presencia de fragatas militares colombianas en aguas nicaragüenses. Uribe y el presidente Ortega se dieron la mano y un diplomático abrazo y restituyeron sus relaciones diplomáticas.
Ante la solicitud del presidente de Honduras a Colombia de retirar la intención de denunciar al presidente Hugo Chávez ante la Corte Penal Internacional por supuesto financiamiento a una organización terrorista (las FARC) el presidente Uribe señaló que esta sería retirada. 
El Grupo de Río alcanzó así un logro que muchos internacionalistas han calificado de "histórico y sin precedentes" en la prevención de los conflictos interestatales, debido a la efectividad y rapidez de la labor mediadora de un foro multilateral de esta naturaleza.
La XX Cumbre del Grupo de Río logró lo que no pudo conseguir la Organización de Estados Americanos durante su reunión en Washington unos días antes.

### Declaración
En la declaración final, los presidentes rechazaron la "violación a la integridad territorial de Ecuador" y ratificaron el precepto de "no ocupación militar directa o indirecta, cualquiera que sea el motivo, aun de manera temporaria". 
Expresaron además su "satisfacción" por las disculpas ofrecidas por el presidente Álvaro Uribe Vélez y por su compromiso "de que estos hechos no se repetirán bajo ninguna circunstancia". 
Reiteraron su "compromiso con la convivencia pacífica en la región" y el propósito de "combatir la amenaza a la seguridad de todos los Estados de organizaciones criminales".